# Arnuero
Arnuero é um município da Espanha na comarca de Trasmiera,, província e comunidade autónoma da Cantábria. Tem 24,7 km² de área e em 2021 tinha 2 144 habitantes (densidade: 86,8 hab./km²).

## Demografia
| Variação demográfica do município entre 1991 e 2004 [carece de fontes?] | Variação demográfica do município entre 1991 e 2004 [carece de fontes?] | Variação demográfica do município entre 1991 e 2004 [carece de fontes?] | Variação demográfica do município entre 1991 e 2004 [carece de fontes?] |
| ----------------------------------------------------------------------- | ----------------------------------------------------------------------- | ----------------------------------------------------------------------- | ----------------------------------------------------------------------- |
| 1991                                                                    | 1996                                                                    | 2001                                                                    | 2004                                                                    |
| 1868                                                                    | 1811                                                                    | 1826                                                                    | 1937                                                                    |